# Tunarii Noi
Tunarii Noi – wieś w Rumunii, w okręgu Dolj, w gminie Poiana Mare. W 2011 roku liczyła 487 mieszkańców.